# Пригородська волость
Пригородська волость — адміністративно-територіальна одиниця Путивльського повіту Курської губернії.
Станом на 1886 рік — складалася з 149 поселень, 32 сільських громад. Населення — 6249 осіб (3189 чоловічої статі та 3160 — жіночої), 764 дворових господарства.
|                     | Площа, десятин | У тому числі орної, десятин |
| ------------------- | -------------- | --------------------------- |
| Сільських громад    | 11507          | 7192                        |
| Приватної власності | 4189           | 2312                        |
| Казенної власності  | 1464           | 5                           |
| Іншої власності     | 714            | 358                         |
| Загалом             | 17874          | 9867                        |

Найбільше поселення волості:
- Пригородна — колишня державна слобода при річка Сейм, 935 осіб, 118 дворів, православна церква, школа, 2 лавки. За 10 верст — поташний завод. За 5 верст — 2 цегельні заводи. За 2 версти — миловарний завод. За 7 верст — винокурний завод.
- Минаківка
- Плохівка
- Чорнобровка